# Старогладовская
Старогла́довская (чечен. Старогладовски; до 2008 года Старогла́дковская) — станица в Шелковском районе Чеченской Республики.
Является административным центром и единственным населённым пунктом Старогладовского сельского поселения.

## География
Станица расположена на левом берегу реки Терек к северо-востоку от районного центра станицы Шелковской, на автомобильной дороге Р262 Ставрополь—Крайновка (участок Червлённая—Кизляр). Западнее станицы проходит железнодорожная линия Северо-Кавказской железной дороги (юго-западнее расположен разъезд Старогладковский).
Ближайшие населённые пункты: северо-восточнее — станица Курдюковская, юго-западнее — село Воскресеновское, юго-восточнее — сёла Ургалай и Хамаматюрт (Дагестан). Расстояние (по дороге) до столицы республики города Грозного — 80 километров, до районного центра станицы Шелковской — 14 километров.
К западу от станицы проходят крупные оросительные каналы Наурско-Шелковская ветвь, Шелковской коллектор, Северный коллектор. Их ответвления — каналы Огородный и Телячий — проходят через саму станицу к Тереку. Южнее Старогладовской расположено ещё одно такое ответвление — канал Казинцев. В юго-западном направлении находится цепь из нескольких крупных озёр, с юга на север — Солёного, Большого и Черкасского (Будары). В совокупности они составляют гидрологический памятник природы Урочище Степная жемчужина.

## Фауна
Район станицы Старогладовской — единственное место в России, где, предположительно, водится голопалый геккон Руссова (чему, однако, нет подтверждений уже с 1935 года).

## История
В 1711—1712 годах происходит переселение гребенских казаков с правого на левый берег Терека, формируется Гребенское казачье войско. К тому же времени (1711 год) относятся упоминания о станице Гладковской.
В 1725 году, по некоторым сведениям, началось заселение станиц Курдюковской (Кордюковской), Старогладковской, Червлённой, Щедринской (Щадринской). Эта дата не является бесспорной, так как существуют данные как о более раннем, так и о более позднем возникновении тех или иных казачьих поселений. В частности, основание Старогладковской относят также и к 1735 году.
В 1813 году станица перемещена на 1-2 версты от берега Терека из-за сильных наводнений. Старогладковская входила в Гребенской, а с 1845 года — Кизлярский казачий полк Кавказского линейного казачьего войска. После упразднения Кавказского линейного войска — в Кизлярский отдел Терской области. Кизлярский полк в 1870 году был объединён с Гребенским в рамках Кизляро-Гребенского казачьего полка. В 1851—1854 годах в станице жил и писал свои первые произведения классик русской литературы Лев Толстой. По состоянию на 1874 год в станице было 230 дворов при 1400 жителях, проживали православные и старообрядцы, имелась церковь.
Станица последовательно находилась в составе Терской области, Терской губернии, Дагестанской АССР, Ставропольского края, Грозненской области (Каргалинский район), Чечено-Ингушской АССР.
В конце XX — начале XXI веков произошла трансформация названия станицы. В то время как на топографических картах применяется прежнее название «Старогладковская», встречаются случаи использования варианта «Старогладовская» (прежде всего, местным населением). В 2008 году именно этот вариант был закреплён в качестве официального в законе о создании муниципалитетов в Шелковском районе.

## Население
| 1878  | 1883  | 1926  | 1990  | 2002  | 2010  | 2012  |
| ----- | ----- | ----- | ----- | ----- | ----- | ----- |
| 1400  | ↘1302 | ↗1704 | ↗1833 | ↗2020 | ↗2412 | ↗2518 |
| 2013  | 2014  | 2015  | 2016  | 2017  | 2018  | 2019  |
| ↗2590 | ↗2669 | ↗2722 | ↗2731 | ↗2761 | ↗2813 | ↗2847 |
| 2020  | 2021  | 2023  | 2024  |       |       |       |
| ↗2904 | ↘2464 | ↗2517 | ↗2543 |       |       |       |

Национальный состав населения станицы по данным Всероссийской переписи населения 2010 года:
| Народ   | Численность, чел. | Доля от всего населения, % |
| ------- | ----------------- | -------------------------- |
| чеченцы | 2126              | 88,14 %                    |
| ногайцы | 158               | 6,55 %                     |
| кумыки  | 55                | 2,28 %                     |
| татары  | 33                | 1,37 %                     |
| русские | 19                | 0,79 %                     |
| другие  | 21                | 0,87 %                     |
| всего   | 2412              | 100,00 %                   |

## Социальная сфера
В станице зарегистрировано 570 домохозяйств, имеются электроподстанция, фельдшерско-акушерский пункт, средняя школа, почтовое отделение, дом культуры, библиотека, мечеть.

## Достопримечательности
В Старогладовской находится филиал Национального музея Чеченской Республики — Литературно-этнографический музей Л. Н. Толстого, созданный в память о пребывании Льва Толстого в станице в начале 1850-х годов. Во дворе музея — памятник Толстому (1978 год, скульптор Василий Астапов, лауреат Государственной премии РСФСР имени И. Е. Репина).

## Галерея
- Соборная мечеть
- Двор деда Епишки (прототипа Ерошки в «Казаках» Л. Н. Толстого). Е. Е. Лансере, 1928
- Новое здание музея
- Памятник Льву Толстому перед музеем
- Бюст Льва Толстого в станице

## Известные уроженцы
- Суханкин, Елеферий Исаакович — советский учёный, инженер-технолог, лауреат Сталинской премии.

## В искусстве
Станица отчасти описана в изданной в 1863 году повести Льва Толстого «Казаки» под названием «Новомлинская».